# Aurora-Ball-Tänze
Aurora-Ball-Tänze ist ein Walzer von Johann Strauss (Sohn) (op. 87). Das Werk wurde am 18. Februar 1851 im Tanzlokal Zum Sperl erstmals aufgeführt.

## Einzelnachweis
1. ↑  Quelle: Englische Version des Booklets (Seite 57) in der 52 CDs umfassenden Gesamtausgabe der Orchesterwerke von Johann Strauß (Sohn), Hrsg. Naxos (Label). Das Werk ist als erster Titel auf der 20. CD zu hören.